# Михайлівська церква в Чернігові
Михайлівська церква в Чернігові

Закладена 1174: "Того же лета Святослав Всеволодовичь заложил церковь в Чернигове на княжем дворе святого Михаила" – гласить літопис. Знаходилася на новому княжому дворі в півн.-східній частині чернігівського дитинця. Зруйнована в середині 13 ст., розібрана в 17 ст.
Руїни чотириапсидного чотиристовпного храму (бл. 19х15 м), складеного в техніці рівношарової кладки із цегли 3,5–4,5 х 17–19 х 26–27 см, 1956 досліджені Б.Рибаковим, на схід від садиби Чернігівського художнього музею. Фундамент (глибиною до 0,8 м) із гальки, залитої розчином; зверху вкритий плінфяною вимосткою.
Тотожність виявленого пам'ятника з М.ц. спірна. Можливо, її рештки знаходяться за 100 м на південь, між Чернігівським художнім музеєм та Чернігівським історичним музеєм, де 1981 та 1984 виявлено потужний розвал будівельних матеріалів кінця 12 ст., включаючи різні білокам'яні деталі, і де за планами 18 ст. знаходилася дерев'яна Михайлівська церква.